# غابة الوحوش (مسلسل)
غابة الوحوش (بالإسبانية: La bella y las bestias)‏ هو مسلسل تلفزيوني مكسيكي ناطق باللغة الإسبانية من تأليف وتطوير خوان كاميلو فيراند، وإنتاج W Studios وLemons Films، تم عرضه لأول مرة في 12 يونيو 2018 حتى 10 سبتمبر 2018 لصالح قناتي يونيفزيون وتيلفيزا. من بطولة إزميرالدا بيمنتل وأوزفالدو بينافيدس. يتتبع المسلسل حياة إيزابيلا ليون، وهي امرأة جميلة ومجتهدة تعود إلى المكسيك بهدف العثور على المسؤولين عن قتل والديها منذ سنوات.

## القصة
تدور القصة حول إيزابيلا ليون، طالبة في المدرسة الثانوية شابة تمارس فنون القتال المختلطة. هي ابنة إنريكي ليون، عميل وكالة مكافحة المخدرات. بعد أن استولى إنريك على شحنة من غسل الأموال حملها أرماندو كوينتيرو، يقرر هذا الرجل وشركاؤه قتل إنريكي ليون. لذلك قرر أرماندو إرسال إل كاستور ونورمان لخطف إنريكي وعائلته، لكن كل شيء خرج عن نطاق السيطرة وقتل إل كاستور والدة إيزابيلا واختطاف ماريا، صديقة إيزابيلا. تدرك إيزابيلا ما حدث، وتهرب إلى منزلها وتختبئ في الغرفة التي بناها والدها. ولكن أثناء وجودها في هذا الغرفة، تشهد والدها يقتل.

## روابط خارجية
- غابة الوحوش على موقع IMDb (الإنجليزية)
- غابة الوحوش على موقع كينوبويسك (الروسية)
- غابة الوحوش على موقع قاعدة بيانات الفيلم (الإنجليزية)